# Озджан, Абдулкадир
Абдулкади́р Озджа́н (тур. Abdülkadir Özcan; род. 30 мая 1948, Мугла, Мугла) — турецкий писатель, историк и преподаватель, специалист в области истории Османской империи.

## Биография
Родился 30 мая 1948 года в Мугле; среднее образование получил в Измире.
В 1972 году закончил факультет арабо-персидской филологии и истории факультета литературы Стамбульского университета. По окончании университета работал в Центральной библиотеке Стамбульского университета, а в 1977 году стал работать ассистентом на факультете литературы Стамбульского университета.
В 1983 году стал доцентом кафедры на факультете литературы.
В 1988 году перешёл на исторический факультет Университета изящных искусств имени Мимара Синана.
В апреле 1993 года получил степень профессора. В 2000—2001 годах стал преподавателем кафедры истории тюркских государств в Международном турецко-казахском университете имени Ходжи Ахмеда Ясави.
Является автором 14 книг и исторических работ, один из составителей Исламской энциклопедии, где его авторству принадлежат более 200 статей.
В настоящее время работает преподавателем на факультете истории в Университета Султана Мехмеда Фатиха.

## Награды
Почётный член Турецкой исторической организации.